# Периньи (Приморская Шаранта)
Периньи́ (фр. Périgny) — коммуна во Франции, находится в регионе Пуату — Шаранта. Департамент коммуны — Приморская Шаранта. Входит в состав кантона Ла-Рошель 8-й кантон. Округ коммуны — Ла-Рошель.
Код INSEE коммуны — 17274.

## Население
Население коммуны на 2010 год составляло 7284 человека.
| 1962 | 1968 | 1975 | 1982 | 1990 | 1999 | 2010 |
| ---- | ---- | ---- | ---- | ---- | ---- | ---- |
| 1477 | 1674 | 2445 | 3455 | 4129 | 6002 | 7284 |